# 1888 Zu Chong-Zhi
1888 Zu Chong-Zhi eller 1964 VO1 är en asteroid i huvudbältet som upptäcktes den 9 november 1964 av Purple Mountain-observatoriet i Nanjing, Kina. Den är uppkallad efter den kinesiske astronomen och matematikern Zu Chongzhi.
Asteroiden har en diameter på ungefär 11 kilometer och den tillhör asteroidgruppen Astraea.